# Sebastià Trias Mercant
Sebastià Trias Mercant (Valldemossa, 1933 - Valldemossa, 2008) fou doctor en filosofia mallorquí, catedràtic de Filosofia a l'Institut Ramon Llull de Palma, i especialista en Història del Pensament a les Illes Balears de reconegut prestigi.
La seva tesi, dirigida per Emilio Lledó, estudia la recepció del lul·lisme al segle xviii. Ha escrit nombroses obres sobre Ramon Llull i fou el Rector de la Maioricensis Schola Lullistica. En aquest camp, dirigí la tesi doctoral de Pedro Ramis Serra "Lectura del liber de civitate mundi", presentada a la Universitat de Barcelona. Així mateix, és un especialista en antropologia, i ha dedicat nombroses publicacions a Valldemossa i a l'Arxiduc Lluís Salvador.
Era Doctor de la Reial Acadèmia de Doctors de Barcelona.
El 2006 va rebre el Premi Josep Maria Llompart dels Premis 31 de desembre atorgats per l'OCB.
El 2008, rebé el Premi Jaume II a títol pòstum en reconeixement d'una trajectòria, un compromís i una dedicació centrada en l'estudi i la divulgació de l'obra de Ramon Llull i de l'Arxiduc Lluís Salvador.

## Obres
- Arabismo e islamología en la obra de Ramón Llull (1995)
- Història del pensament a Mallorca Volum I (1985)
- Història del pensament a Mallorca Volum II (1995)
- Lletres, aromes i sabors (2003)
- El pensament a les Balears durant el segle xix i XX (2003)
- Una historia de la antropología balear (1992)